# Medaglia presidenziale della libertà
La medaglia presidenziale della libertà (Presidential Medal of Freedom) è una decorazione conferita dal Presidente degli Stati Uniti d'America ed è, assieme alla medaglia d'oro del Congresso concessa con un atto del Congresso, la massima decorazione degli Stati Uniti.
Viene conferita a coloro che hanno dato: "un contributo meritorio speciale per la sicurezza o per gli interessi nazionali degli Stati Uniti, per la pace nel mondo, per la cultura o per altra significativa iniziativa pubblica o privata". Anche se si tratta di un'onorificenza civile, la medaglia può essere assegnata a personale militare e indossata sull'uniforme.

## Storia
La medaglia presidenziale della libertà deriva dalla Medal of Freedom istituita dal presidente Harry Truman nel 1945 per onorare i servizi civili durante la Seconda guerra mondiale. Il presidente John Fitzgerald Kennedy ripristinò l'onorificenza nel 1963 con il decreto 11085. In pratica questo decreto generò una nuova onorificenza, di aspetto completamente differente, di uso molto più ampio e di gran lunga più prestigiosa.
La medaglia viene assegnata ogni anno, il 4 luglio (anniversario dell'indipendenza degli Stati Uniti) o in giorni vicini, o in altro giorno scelto dal presidente.
I beneficiari sono selezionati dal presidente, sia su propria iniziativa o sulla base di segnalazioni.
La disposizione di rimettere in vigore la medaglia ha aumentato le dimensioni e le responsabilità della Distinguished Civilian Service Awards Board che potrebbe diventare la principale fonte di queste segnalazioni.
La medaglia può essere assegnata a una persona più di una volta (per esempio John Kenneth Galbraith e Colin Powell) e può essere assegnata postuma (per esempio Paul William "Bear" Bryant, Roberto Clemente e John Fitzgerald Kennedy).

## Aspetto del corredo
La medaglia presidenziale della libertà ha la forma di una stella d'oro smaltata di bianco, su pentagono rosso; il disco centrale contiene tredici stelle d'oro su uno sfondo blu (ripreso dal Great Seal of the United States, "Grande sigillo degli Stati Uniti") con un bordo circolare d'oro. Tra le punte della stella sono inserite cinque aquile americane (l'emblema degli Stati Uniti) d'oro con le ali spiegate. Si porta attorno al collo con un nastro blu dai bordi bianchi.
In una particolare versione dell'onorificenza conosciuta come Presidential Medal of Freedom with Distinction si indossa la medaglia descritta sul petto a sinistra; in più il nastro blu viene indossato a tracolla sulla spalla destra, con la sua coccarda (blu con bordi bianchi, con il disco centrale della medaglia al centro) appoggiata sul fianco sinistro.
La medaglia può anche essere indossata nella versione in miniatura sul petto a sinistra e l'aquila americana d'argento con le ali spiegate sul nastro (nella versione With Distinction l'aquila è d'oro). Inoltre la medaglia è accompagnata dal nastro per essere indossata su un'uniforme militare e da un distintivo per abiti civili (come è visibile nell'immagine dell'intero corredo).
| Insegne                              | Insegne                                       |
| ------------------------------------ | --------------------------------------------- |
|                                      |                                               |
| Nastri                               |                                               |
| Medaglia presidenziale della libertà | Medaglia presidenziale della libertà con lode |

## Personalità premiate
Le personalità più conosciute divise per attività.

### Accademici
- Friedrich von Hayek
- John Kenneth Galbraith (due volte)

#### Architettura
- Ludwig Mies van der Rohe
- Richard Buckminster Fuller
- Ieoh Ming Pei

#### Informatica

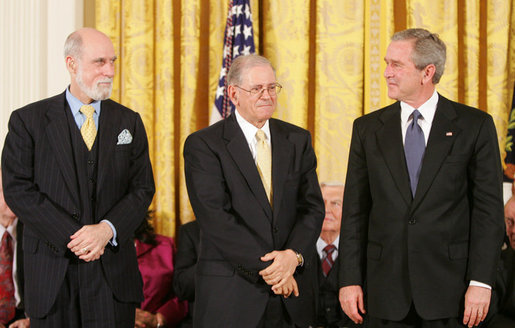
Il Presidente degli Stati Uniti George W. Bush (a destra) con Vinton G. Cerf (a sinistra) e Robert Kahn (al centro) premiati per il loro contributo nella realizzazione di Internet.

- Vinton G. Cerf
- Robert Kahn
- David Packard
- Bill Gates
- Steve Jobs

#### Educazione
- Antonia Pantojas

#### Storia
- Robert Conquest
- Will Durant
- Vartan Gregorian
- Samuel Eliot Morison

#### Letteratura
- Jacques Barzun
- T. S. Eliot
- Ralph Waldo Ellison
- Eric Hoffer
- Louis L'Amour
- James Albert Michener
- Carl Sandburg
- John Steinbeck
- Eudora Welty
- Elie Wiesel
- Thornton Wilder
- Edmund Wilson
- Harper Lee
- Elwyn Brooks White

#### Medicina
- Denton Cooley
- C. Everett Koop
- Jonas Salk
- Arnall Patz
- Michael E. DeBakey
- Albert Bruce Sabin
- Ben Carson
- Anthony Fauci

#### Filosofia
- Will Durant
- Sidney Hook

#### Scienze
- Neil Armstrong
- Buzz Aldrin
- Michael Collins

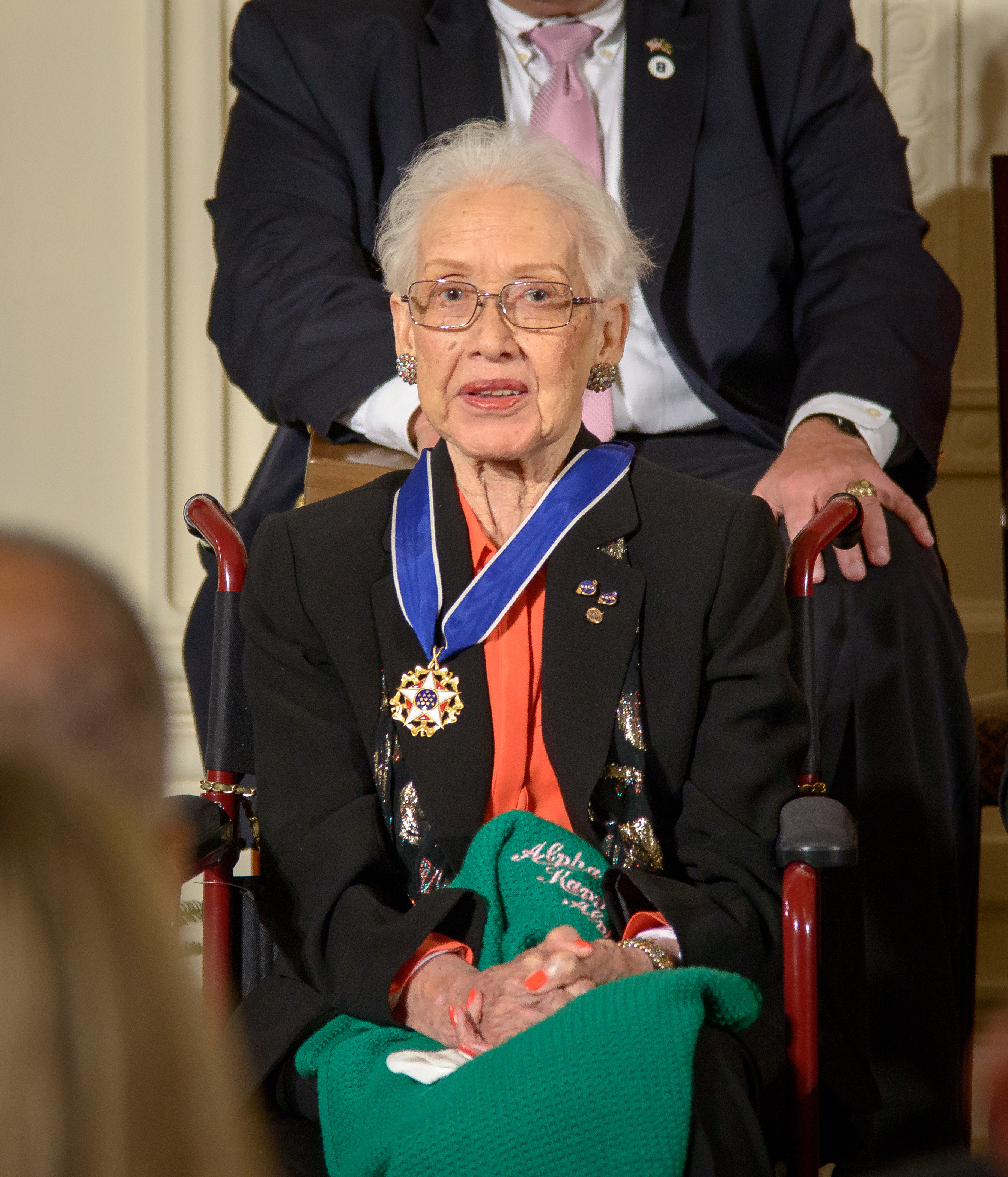
Katherine Johnson riceve la Medaglia presidenziale della libertà nel 2015

- Controllori della missione Apollo 11
- Jim Lovell
- Jack Swigert
- Fred Haise
- Controllori della missione Apollo 13
- Rachel Carson
- Jacques-Yves Cousteau
- Lewis Mumford
- Edward Teller
- Stephen Hawking
- George Abbey
- Katherine Johnson
- Frank D. Robinson
- Margareth Hamilton

#### Sociologia
- Robert Coles
- James Q. Wilson

#### Arte
- Norman Rockwell
- Andrew Wyeth
- Georgia O'Keeffe

#### Danza
- George Balanchine
- Martha Graham
- Chita Rivera

#### Cinema
- Steven Spielberg
- Lucille Ball
- James Cagney
- Doris Day
- Marlene Dietrich
- Walt Disney
- Kirk Douglas
- Lynn Fontanne
- John Ford
- Samuel Goldwyn
- Helen Hayes
- Audrey Hepburn
- Charlton Heston
- Bob Hope
- Danny Kaye
- Alfred Lunt
- Rita Moreno
- Gregory Peck
- Sidney Poitier
- Martha Raye
- James Stewart
- Lew Wasserman
- John Wayne
- Meryl Streep
- Tom Hanks
- Robert De Niro
- Robert Redford
- Ellen DeGeneres
- Denzel Washington
- Michael J. Fox

#### Musica
- Marian Anderson
- Pearl Bailey
- Irving Berlin
- Pau Casals
- Van Cliburn
- Aaron Copland
- Plácido Domingo
- Bob Dylan
- Duke Ellington
- Gloria Estefan
- Ella Fitzgerald
- Aretha Franklin
- Vladimir Horowitz
- John Williams
- B.B. King
- Yo-Yo Ma
- Elvis Presley
- Diana Ross
- Arturo Sandoval
- Frank Sinatra
- Kate Smith
- Bruce Springsteen
- Isaac Stern
- Stevie Wonder
- James Taylor
- Bono

#### Fotografia
- Ansel Adams
- Edwin Land

### Affari e economia

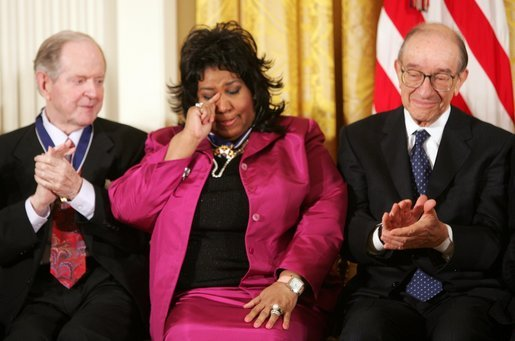
Robert Conquest (a sinistra), Aretha Franklin e Alan Greenspan (a destra) premiati con l'onorificenza.

- Edgar M. Bronfman, Jr.
- Peter Drucker
- Milton Friedman
- Alan Greenspan
- Estée Lauder
- David Rockefeller
- Dave Thomas
- Sam Walton
- Walter B. Wriston
- Gary Becker
- Warren Buffett

### Ambientalismo
- Gilbert M. Grosvenor
- Margaret Murie
- Roger Tory Peterson
- Edgar Wayburn

### Diritto
- William J. Brennan Jr.
- Warren Earl Burger
- Oliver White Hill
- Thurgood Marshall (primo giudice afroamericano eletto alla Corte Suprema)
- Cruz Reynoso
- Earl Warren
- Byron White
- Sandra Day O'Connor (primo giudice donna eletta alla Corte Suprema)

### Media

#### Giornalismo
- Herb Block
- William F. Buckley Jr.
- Walter Cronkite
- Edward R. Murrow
- Robert L. Bartley
- Anna Wintour

#### Radio
- Paul Harvey
- Rush Limbaugh

#### Televisione
- David Brinkley
- Carol Burnett
- Johnny Carson
- Peggy Charren
- Julia Child
- Bill Cosby
- Andy Griffith
- Fred Rogers
- Ellen DeGeneres
- Oprah Gail Winfrey

### Filantropia
- Brooke Astor
- Eugene Lang
- Mathilde Krim
- George Soros

### Politica

#### Attivisti
- Arnold Aronson
- César Chávez
- Evelyn Dubrow
- James L. Farmer Jr.
- Jesse Jackson
- Helen Keller
- Mary Lasker
- Martin Luther King Jr.
- Fred Korematsu
- Roger Nash Baldwin
- Mario G. Obledo
- Rosa Parks
- Ginetta Sagan
- Andrew Young
- Dorothy Height
- Harvey Milk
- Jane Goodall

#### Diplomazia
- John Paton Davies, Jr.
- George Frost Kennan
- Manlio Brosio
- Jeane Kirkpatrick
- Sol Linowitz
- Robert Schwarz Strauss
- Ryan Crocker
- Jean Kennedy Smith
- Ellsworth Bunker

#### Spionaggio
- George Tenet

#### Militari
- José Aboulker
- Pierre Baruzy
- Monique de Bissy
- Omar Bradley
- Wesley Clark
- William J. Crowe
- Jimmy Doolittle
- Tommy Franks
- Franz Halder
- Suzanne Hiltermann-Souloumiac
- John M. (Jack) Keane
- Richard Myers
- Jan Nowak-Jeziorański
- Fabio Pennacchi
- Hyman Rickover
- Norman Schwarzkopf
- John Paul Vann
- Nancy Wake
- Chuck Yeager
- Elmo R. Zumwalt Jr.
- Andrew Goodpaster

#### Capi di Stato e Capi di Governo
- Tony Blair
- Luis A. Ferré
- Václav Havel
- Helmut Kohl
- Nelson Mandela
- Wilma Mankiller
- Luis Muñoz Marín
- Angela Merkel
- Mary Robinson
- Anwar Sadat
- Ellen Johnson Sirleaf
- Margaret Thatcher
- Lech Wałęsa

#### Governo degli Stati Uniti
- Dean Acheson
- James Baker
- Joe Biden
- Zbigniew Brzezinski
- Hillary Clinton
- C. Douglas Dillon
- Henry Kissinger
- Robert McNamara
- William Perry
- Colin Powell (due volte)
- Elliot Lee Richardson
- Donald Rumsfeld
- Donna Shalala
- Caspar Weinberger
- Robert F. Kennedy (postumo)

#### First Lady U.S.A.
- Rosalynn Carter
- Hillary Clinton
- Nancy Reagan
- Lady Bird Johnson
- Betty Ford

#### Membri del congresso U.S.A.
- Lloyd M. Bentsen
- Edward Brooke
- Bob Dole
- Dante Fascell
- J. William Fulbright
- Barry Goldwater
- Henry M. Jackson
- Barbara Jordan
- George McGovern
- G. V. "Sonny" Montgomery
- Daniel Patrick Moynihan
- Jack Kemp
- Tip O'Neill
- Margaret Chase Smith
- Mo Udall
- Strom Thurmond
- Carl Vinson
- John H. Chafee
- Orrin Hatch
- Shirley Chisholm

#### Presidenti U.S.A.

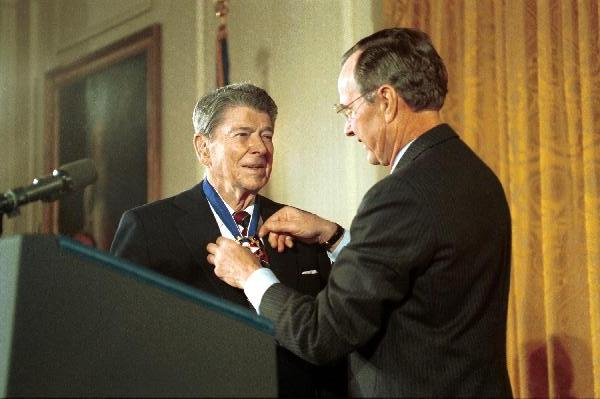
George H. W. Bush conferisce la medaglia presidenziale della libertà a Ronald Reagan.

- Jimmy Carter
- Gerald Ford
- Lyndon B. Johnson
- John Fitzgerald Kennedy (postumo)
- Ronald Reagan
- George H. W. Bush
- Bill Clinton
- Joe Biden

#### Vicepresidenti U.S.A.
- Dick Cheney
- Hubert Humphrey
- Nelson Rockefeller

#### Altre personalità politiche
- Howard Baker
- James Brady
- Paul Bremer
- Irving Brown
- Whittaker Chambers
- Max Kampelman
- Irving Kristol
- Jean Monnet
- Paul Nitze
- Norman Podhoretz
- Albert Shanker
- Ella Tambussi Grasso
- Simon Wiesenthal
- Aung San Suu Kyi
- Michail Gorbačëv
- Sargent Shriver

### Religione

Il presidente Reagan conferisce a Madre Teresa di Calcutta la medaglia presidenziale della libertà alla Casa Bianca nella cerimonia del 1985

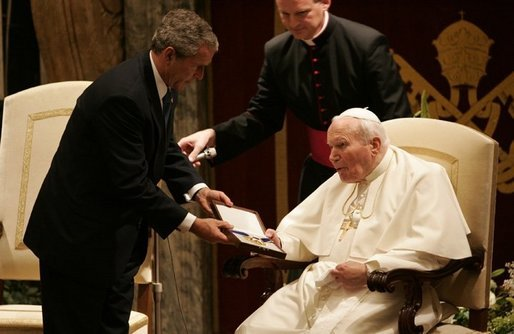
Il presidente George W. Bush consegna la medaglia al papa Giovanni Paolo II in Vaticano nel 2004

- Billy Graham
- Horacio de la Costa
- Gordon B. Hinckley
- Madre Teresa di Calcutta
- Norman Vincent Peale
- Papa Giovanni XXIII
- Papa Giovanni Paolo II
- Papa Francesco
- Sor Isolina Ferré

### Sport

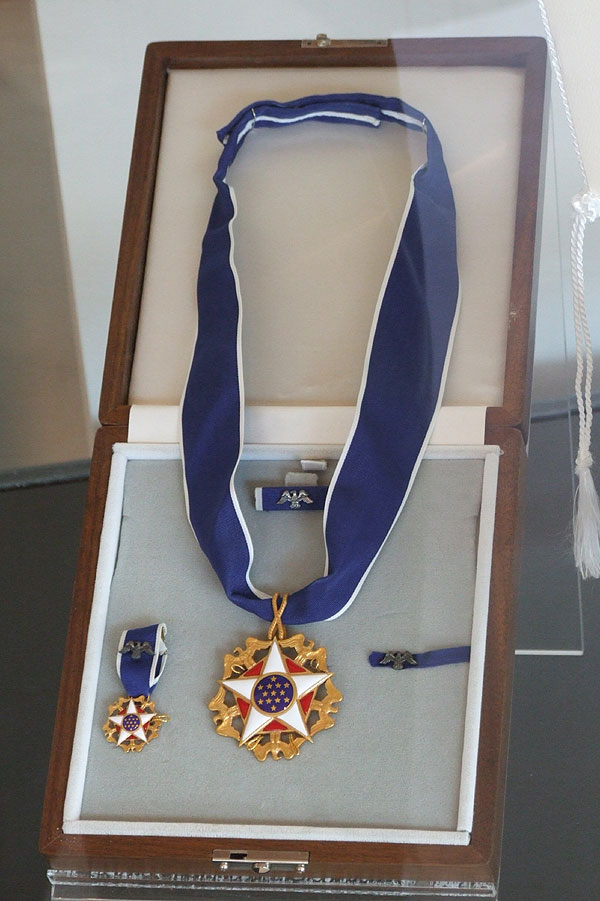
Muhammad Ali ha ricevuto la medaglia presidenziale della libertà alla Casa Bianca nella cerimonia del 9 novembre 2005. La medaglia è conservata nel Muhammad Ali Center (Louisville, Kentucky)

- Magic Johnson
- Hank Aaron
- Muhammad Ali
- Michael Jordan
- Arthur Ashe
- Morris "Moe" Berg[5]
- Tiger Woods
- Earl Blaik
- Paul "Bear" Bryant
- Roberto Clemente
- Joe DiMaggio
- Richard Petty
- Jack Nicklaus
- Jesse Owens
- Arnold Palmer
- Frank Robinson
- Jackie Robinson
- Ted Williams
- John Wooden
- Bill Russell
- Kareem Abdul-Jabbar
- Simone Biles
- Lionel Messi

### Umanitarismo
- Paul Rusesabagina
- Norman Borlaug
- Geneviève de Galard
- Eunice Kennedy Shriver
- Nancy Brinker

### Altri
- Paul Gray Hoffman
- Frances Hesselbein
- Lowell Thomas
- Zachary Fisher
- José Andrés
- Ralph Lauren